# Sarmatia lyceus
Sarmatia lyceus är en fjärilsart som beskrevs av Druce 1891. Sarmatia lyceus ingår i släktet Sarmatia och familjen nattflyn. Inga underarter finns listade.